# Upałty

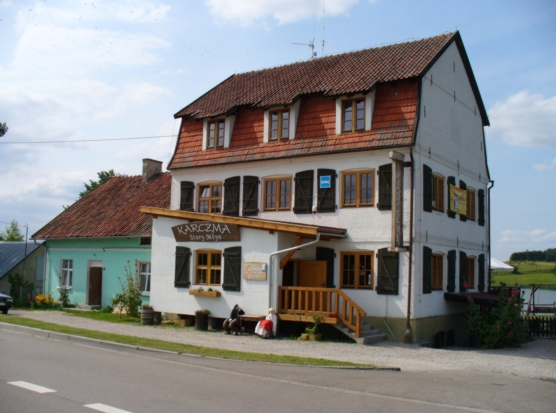
Upałty, karczma Stary Młyn

Upałty (niem. Upalten) – wieś w Polsce położona w województwie warmińsko-mazurskim, w powiecie giżyckim, w gminie Giżycko. W latach 1975–1998 miejscowość administracyjnie należała do województwa suwalskiego.
W Upałtach znajduje się szkoła podstawowa im. Marii Konopnickiej

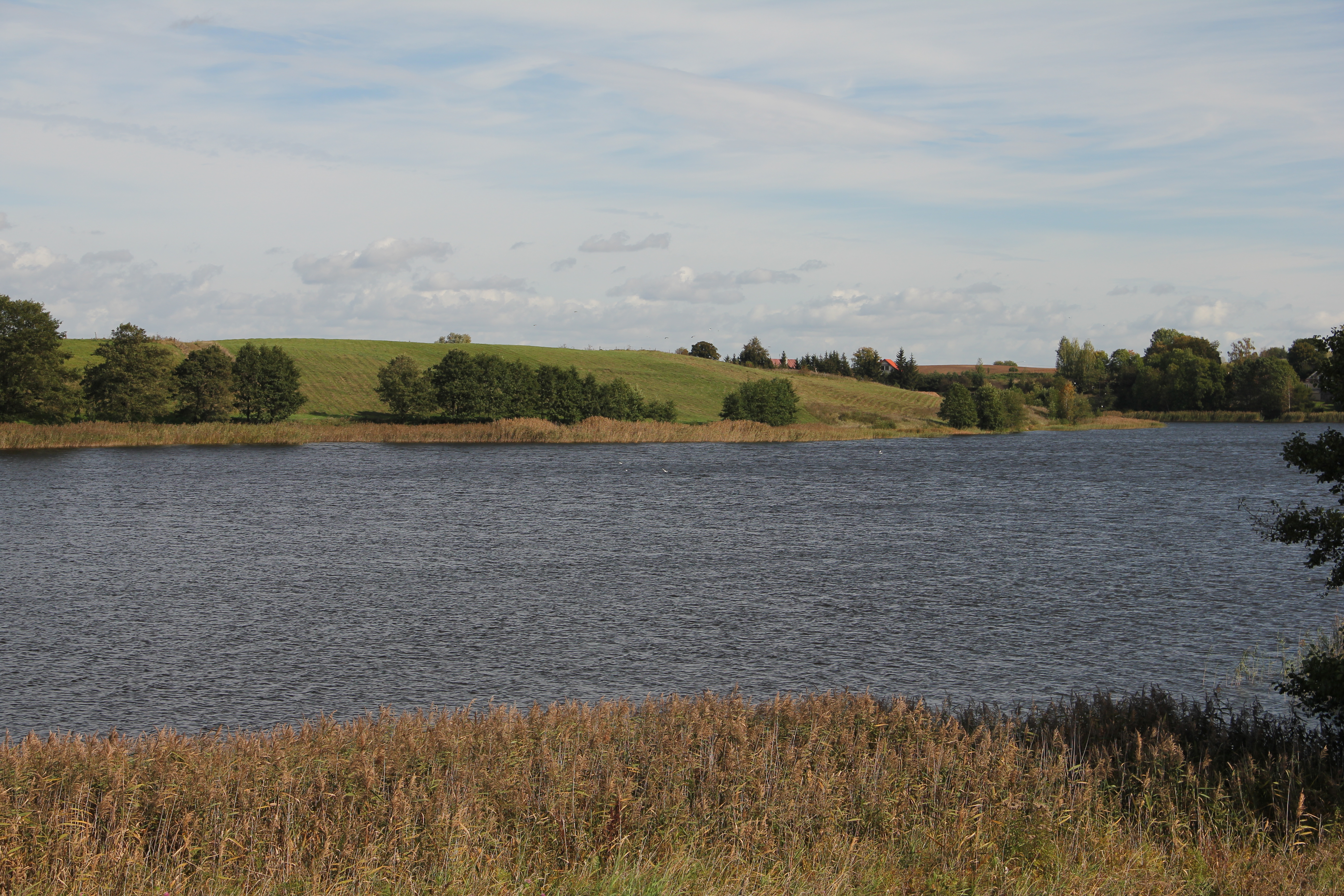

## Historia

### Nazwa miejscowości
Nazwa wsi znana jest od 1471 r. jako Upaldt, potem w XVI w. przekazywano ją w źródłach zróżnicowanie: Upalten, Opalten, Uppalten. Oficjalnie, już w zasadzie od XVIII w. niezmiennie, zapisywano ją jako Upalten. Tak pozostało do 1945 r. Polskojęzyczna ludność Mazur wymawiała nazwę w formie Upałty bądź Upałt. Po wojnie nowi mieszkańcy przybyli z Polski określili osadę mianem „Grabowa”. Komisja Ustalania Nazw Miejscowości nie uwzględniła jednak tej propozycji mieszkańców i opowiedziała się za historyczną nazwą pruską, ale w polskim brzmieniu Upałty.
Nazwa ta jest niewątpliwie pochodzenia pruskiego. Najpewniej o dwuczłonowej budowie – Up- od uppe „na”, zaś drugi człon palt- „bagno, trzęsawisko”, czyli „na bagnie”. Pierwszy człon może jednak pochodzić od pruskiego ape „rzeka, strumień”, warto też podać pokrewną w brzmieniu nazwę wupyan „chmura”. Można być więc pewnym, że posiadała ona jakiś związek z wodą. Przy tym nazwa wsi została najpewniej przeniesiona właśnie od nazwy pobliskiego jeziora (Upaldt).

### Rys historyczny
Veit von Gich z Pokarmina wystawił 21 marca 1471 roku przywilej, który lokował tutaj majątek na dziesięciu włókach oraz wieś czynszową na pięćdziesięciu włókach. Sołtysowi zlecał wieś tę zasiedlić chłopami niemieckimi. Warunek ten był trudny do spełnienia. W 1507 roku jeszcze 37 włók nie miało tu gospodarzy. W roku 1539 uprawiano tu 33 włóki, od których chłopi płacili czynsz po jednej grzywnie. W 1602 roku wieś była zasiedlona przez 41 gospodarzy, spośród których czterej mieli prawo wyszynku. Według ksiąg rachunkowych starostwa giżyckiego w 1625 roku, w Upałtach mieszkali sami Polacy. W roku 1656 Tatarzy spalili tu i wieś, i dwór. 
W latach zarazy 1709-1711 roku w Upałtach zmarło 177 mieszkańców. Według ksiąg rachunkowych w 1719 roku mieszkali tu czterej sołtysi - Danielczyk, Grajewski, Pieczarka i Wyszczek oraz trzynastu chłopów pańszczyźnianych. Z 32 włók chłopskich szesnaście włók i czterdzieści morgów stanowiło pustkowie. Dwór i należący do niego majątek ziemski były własnością skarbu państwa i oddane były w dzierżawę szlachcicowi polskiemu, Kuberskiemu. W 1764 roku majątek ten rozdzielono między osiemnastu chłopów, a dwór rozebrano. 
Szkoła w Upałtach powstała w 1723 roku, zreorganizowano ją w roku 1737. W początkach XX wieku była to szkoła z dwiema salami lekcyjnymi, zatrudniająca dwóch nauczycieli. 
W 1816 roku uprawiało tu rolę 41 gospodarzy: 6 chłopów chełmińskich, 15 chłopów dziedzicznie wolnych, karczmarz, 9 chłopów uwolnionych z pańszczyzny, 8 zagrodników i nauczyciel. W 1830 roku rozbudowały się Upałty Małe i Upałty Średnie. W roku 1846 gospodarzyło w Upałtach 43 właścicieli, w Upałtach Średnich - trzech, a w Upałtach Małych - jeden, niejaki Andrzej Koczan. 
Podczas działań wojennych w 1914 roku spłonęło tu 14 zagród chłopskich. Od roku 1929 działał urząd pocztowy w Upałtach. Urzędowo zwano miejscowość - Upalten albo Gross Upalten, jej kolonie zaś: Klein Upalten i Mittel Upalten. 
Według spisu z 17 maja 1939 roku Upałty miały 548 mieszkańców i zajmowały obszar 1210 ha. Miały zabudowę zwartą. 
Ludność wsi w przeddzień działań frontowych w 1945 roku oparła się zarządzeniom ewakuacyjnym i w większości pozostała w swych domostwach. Niestety, w ciągu pierwszych kilkunastu miesięcy nękana była przez różne bandy. 
Dla dzieci mazurskich Eustach i Helena Gryniewiczowie zorganizowali 1 lipca 1946 roku półkolonie. Dzięki Gryniewiczom powstała tu też szkoła, którą otwarto 1 września tegoż roku. Eustach Gryniewicz był później w latach 1950 - 1951 oraz 1958 - 1962 inspektorem szkolnym (kierownikiem wydziału oświaty Prezydium Powiatowej Rady Narodowej) w Giżycku. Szkoła w Upałtach w roku 1946 miała 77 uczniów. Szkołą siedmioklasową stała się w roku szkolnym 1952/1953. Po przekształceniu w ośmioklasową miała 114 uczniów. Ponieważ stary budynek szkolny był za mały, wybudowano nowy. Po reorganizacji sieci szkolnej przydzielono do szkoły w Upałtach trzy szkoły filialne, wobec czego liczba uczniów wzrosła w roku szkolnym 1974/1975 łącznie do 251. 
W latach 1954–1972 Upałty były siedzibą Gromadzkiej Rady Narodowej, potem podporządkowano je administracyjnie Urzędowi Gminy w Giżycku. 
W 1970 roku wieś składała się z 64 budynków mieszkalnych, zajętych przez 476 mieszkańców. Do wsi należało 61 gospodarstw o łącznej powierzchni 540 ha. Posiadały one ogółem 313 sztuk bydła, w tym 141 krów i 230 sztuk trzody chlewnej. Prócz tego przy wsi znajdowało się państwowe gospodarstwo rolne (PGR Upałty Małe). Zgodnie ze spisem wieś miała elektryczne oświetlenie ulic, klub, świetlicę, bibliotekę i punk biblioteczny, salę kinową na 70 miejsc, boisko sportowe, agronomówkę, międzydziałkową bazę maszynową, sklep wielobranżowy. Działało tu też kółko rolnicze i spółka wodnomelioracyjna. W 1971 roku zbudowano tu nowe gospodarstwo: 8 budynków z 62 mieszkaniami, oborę na 1050 stanowisk, cielętnik na 500 sztuk, przedszkole i świetlicę. 
Młyn w Upałtach zbudowano w początku XX wieku. Zdewastowany w czasie drugiej wojny światowej został ponownie uruchomiony w 1946 roku. Po kilku latach przekształcono go w zakład wymiany ziarna i stał się własnością spółdzielni kółek rolniczych.

## Zabytki
- klasycystyczny dwór z XIX w. z dachem mansardowo-naczółkowym i czterokolumnowym portykiem od frontu, w otoczeniu park, zabudowania folwarczne i stary młyn[5].